# Championnats du monde de duathlon longue distance 2021
Navigation
Édition précédente Édition suivante
Les championnats du monde de duathlon longue distance 2021 sont organisés par la Fédération internationale de triathlon (World Triathlon). Ils se déroulent à Zofingen en Suisse le 1er et le 19 septembre 2021. C'est l'épreuve longue distance du Powerman Duathlon qui sert de support à ce championnat du monde pour la 14e fois de son histoire.

## Organisation
| Distances course (kilomètres) | Distances course (kilomètres) | Distances course (kilomètres) |
| Course à pied                 | Cyclisme                      | Course à pied                 |
| ----------------------------- | ----------------------------- | ----------------------------- |
| 10                            | 150                           | 30                            |

## Palmarès
Les tableaux présentent les podiums des championnats.
| Rang               | Athlète               | Pays     | Temps           |
| ------------------ | --------------------- | -------- | --------------- |
| Médaille d'or      | Seppe Odeyn           | Belgique | 6 h 6 min 41 s  |
| Médaille d'argent  | Jens-Michael Gossauer | Suisse   | 6 h 19 min 15 s |
| Médaille de bronze | Matthieu Bourgeois    | France   | 6 h 24 min 27 s |

| Rang               | Athlète             | Pays      | Temps           |
| ------------------ | ------------------- | --------- | --------------- |
| Médaille d'or      | Merle Brunnée       | Allemagne | 7 h 7 min 27 s  |
| Médaille d'argent  | Nikola Čorbová      | Slovaquie | 7 h 21 min 13 s |
| Médaille de bronze | Sarah Noemi Frieden | Suisse    | 7 h 39 min 42 s |